# 하치스카 무네카즈

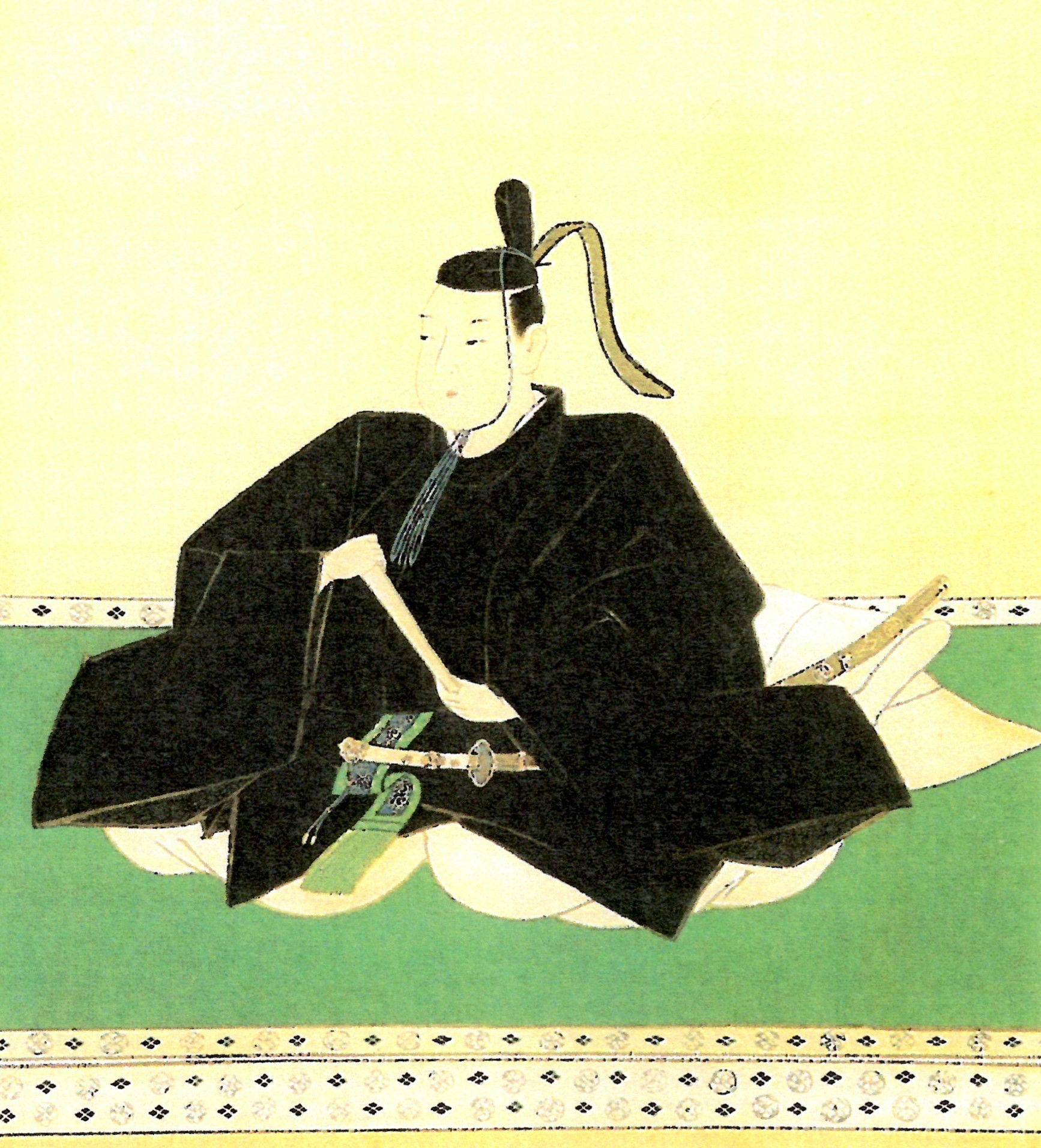
하치스카 무네카즈

하치스카 무네카즈(일본어: 蜂須賀宗員, 1709년 2월 10일 ~ 1735년 7월 26일)는 아와 도미타번 제3대 번주, 동국 도쿠시마번 제6대 번주를 지냈다.
도쿠시마번주 하치스카 쓰나노리의 사남으로 태어났다. 도쿠시마번세자이자 장형인 요시타케가 후사 없이 사망하여 도미타번주였던 무네카즈가 도쿠시마번세자가 되어 도미타 번은 도쿠시마번에 반납 및 폐번되었다.
| 전임 하치스카 다카나가 | 제3대 아와 도미타번 번주 (하치스카가) 1714년 ~ 1725년 | 후임 도쿠시마번에 반납 및 폐번 |

| 전임 하치스카 쓰나노리 | 제6대 도쿠시마번 번주 (하치스카가) 1728년 ~ 1735년 | 후임 하치스카 무네테루 |